# Donald W. McGowan

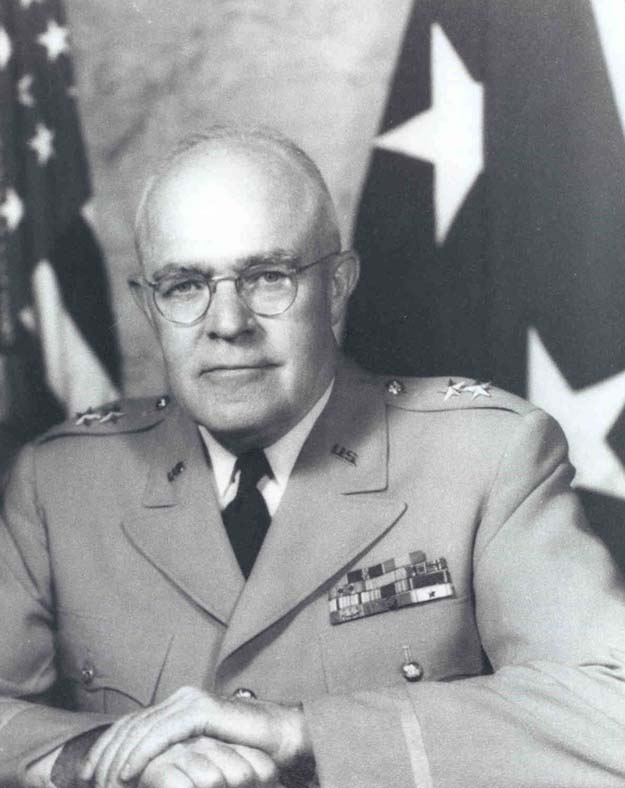
Donald W. McGowan

Donald Wilson McGowan (* 30. August 1899 in Orange, New Jersey; † 24. September 1967 in Lawrence Township, New Jersey) war ein Generalmajor der United States Army. Er war unter anderem Kommandeur des National Guard Bureau.

## Leben
Donald McGowan besuchte die öffentlichen Schulen seiner Heimat und trat im Jahr 1916 als einfacher Soldat der New Jersey National Guard bei. In der Folge nahm er an der Mexikanischen Expedition teil. Nach dem amerikanischen Eintritt in den Ersten Weltkrieg war er als Soldat des 114. Infanterieregiments mit den Amerikanischen Expeditionsstreitkräften auf dem europäischen Kriegsschauplatz eingesetzt. Dabei stieg er bis zum Oberstabsfeldwebel auf. Er war unter anderem an der Maas-Argonnen-Offensive und bei Kämpfen in Elsass beteiligt.
Zwischen 1919 und 1922 studierte er an der United States Military Academy in West Point. Er verließ die Akademie ohne Abschluss. Trotzdem gelang es ihm im Jahr 1922 als Leutnant in das Offizierskorps der Nationalgarde von New Jersey aufgenommen zu werden. Dort und später im regulären Heer durchlief er alle Offiziersgrade bis zum Zwei-Sterne-General. Im Jahr 1935 absolvierte er das Command and General Staff College der United States Army in Fort Leavenworth in Kansas. In der Folge wurde er stellvertretender Kommandeur (Assistant Adjutant General) der Nationalgarde seines Heimatstaates. Diese Aufgabe nahm er zwischen 1936 und 1941 wahr.
Nach dem Eintritt der Vereinigten Staaten in den Zweiten Weltkrieg erhielt Donald McGowan das Kommando über das 102. Kavallerieregiment (102nd Cavalry Regiment), das de facto eine Panzereinheit war und der regulären US Army unterstand. Im weiteren Kriegsverlauf wurde er, wie bereits im Ersten Weltkrieg, wieder in Europa eingesetzt. Im Juni 1944 war er an der Operation Neptune beteiligt, die Teil der Landung der Alliierten in der Normandie war. Im weiteren Kriegsverlauf war er unter anderem als Provost Marshall Kommandeur der Militärpolizei in Teilen des befreiten Westeuropas.
Nach dem Ende des Krieges nahm er seine Tätigkeiten als stellvertretender Kommandeur der Nationalgarde von New Jersey wieder auf. Zwischen 1948 und 1955 kommandierte er die 50. Panzerdivision (50th Armored Division), die ebenfalls zur Nationalgarde seines Staates gehörte. Danach leitete er bis zum Jahr 1959 die Heeresabteilung (Army Division) des National Guard Bureau (NGB). Am 20. Juli 1959 erhielt er das Kommando über das gesamte NGB, das er bis zum 30. August 1963 ausübte. Anschließend schied er aus dem Militärdienst aus. Im Verlauf seiner Militärzeit wurde er unter anderem mit der Army Distinguished Service Medal und der Bronze Star Medal ausgezeichnet.
Nach seiner Pensionierung war McGowan für einige Zeit Präsident der United States Armor Association. Der mit Helen Schoeffel (1903–1995) verheiratete Offizier starb am 24. September 1967 an den Folgen von Schussverletzungen, die er sich selbst zugefügt hatte. Er wurde auf dem Nationalfriedhof Arlington beigesetzt.